# Grande-Rivière Château
Grande-Rivière Château é uma comuna francesa na região administrativa da Borgonha-Franco-Condado, no departamento de Jura. Estende-se por uma área de 39.21 km². Em 2010 a comuna tinha 645 habitantes (densidade: 16,4 hab./km²).
Foi criada em 1 de janeiro de 2019, a partir da fusão das antigas comunas de Grande-Rivière (sede da comuna) e Château-des-Prés.